# Barbella phyllogonioides
Barbella phyllogonioides là một loài Rêu trong họ Meteoriaceae. Loài này được (A. Jaeger) Broth. miêu tả khoa học đầu tiên năm 1906.